# Jorge Inglés
Jorge Inglés est un peintre d'origine anglaise ou flamande actif en Castille dans la seconde moitié du XVe siècle.
Il est arrivé en Castille pour décorer la vieille cathédrale de Salamanque et introduit l'art gothique dans la région. Son style révèle sa parfaite connaissance de la peinture flamande et surtout de l'école de Tournai. Les détails de sa vie sont inconnus. Son lieu de naissance a été déduit de son nom de famille, mais certains historiens soutiennent également un ascendance flamande.

## Retable de la Vierge de l'hôpital de Buitrago
La seule preuve documentaire datée de ce peintre est le testament du marquis de Santillana, Íñigo López de Mendoza, du 6 juin 1455, dans lequel il demande que le « retable des Anges, que j'avais commandé au maître Jorge Inglés, peintre » soit installé dans la chapelle de l'hôpital de Buitrago. Après sa restauration en 2012, le retable est exposé au Musée du Prado en vertu d'un accord conclu pour dix ans avec le duc de l'Infantado, Íñigo de Arteaga y Martín, propriétaire de l'œuvre. Le retable, mentionné par Antonio Ponz dans son Viage de España (Voyage en Espagne) lors de sa visite à Buitrago, était composé d'un panneau dédié à Saint Georges (aujourd'hui perdu), d'une grande image de la Vierge que le marquis avait acquise à la foire de Médine, de deux des panneaux avec des anges chanteurs et deux autres avec les figures en prière du marquis et de son épouse, Catalina Suárez de Figueroa, et une prédelle avec les bustes des pères de l'Église.

## Autres œuvres attribuées à Inglés

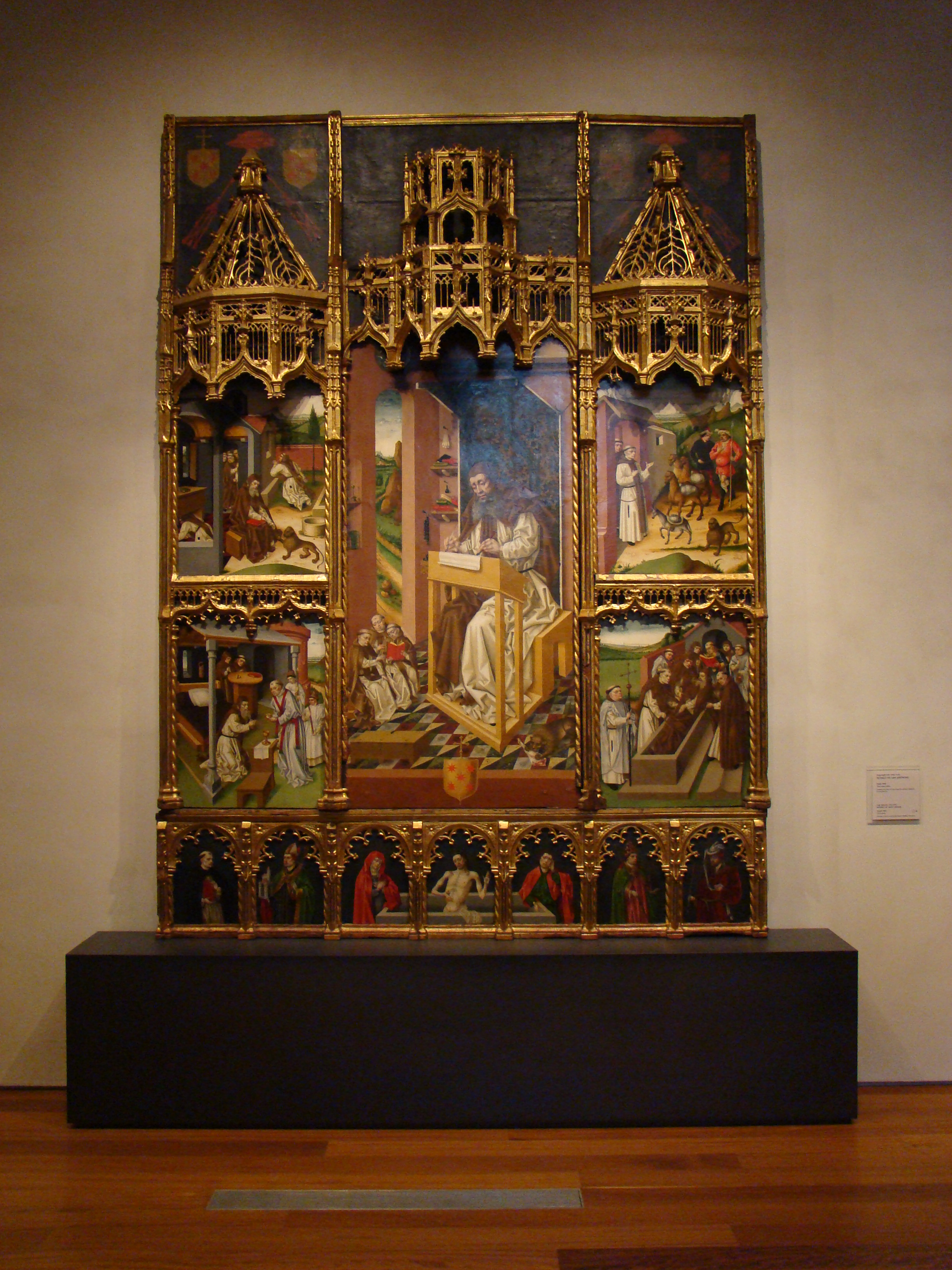
Retable de San Jerónimo du (Olmedo). Peinture sur panneau conservée au Musée national de Sculpture (Valladolid).

D'autres œuvres importantes ont également été attribuées à Jorge Inglés, comme le retable de Saint Jérôme du monastère de Sainte-Marie de la Mejorada (es), aujourd'hui conservé au Musée national de la Sculpture de Valladolid, ou le retable de la Vierge de Villasandino (Burgos). De même, les miniatures de certains codex de la bibliothèque du Marquis lui sont également attribuées, ainsi que les portraits de ses donateurs, le Marquis de Santillana et son épouse,.
L'origine exacte de Jorge Inglés fait débat : son patronyme suggère qu'il vient d'Angleterre, tandis que certains spécialistes lui attribuent une origine flamande. Ils se basent pour cela sur la typologie de ses portraits, le réalisme des figures et les drapés. Aucune influence directe n'est cependant identifiée, d'autant que la répétition de ses figures humaines n'est pas courante dans cette région, mais plutôt du monde germanique ou anglais, ce qui renforce la première théorie.